# Hemiaspis
Hemiaspis is een geslacht van slangen uit de familie koraalslangachtigen (Elapidae) en de onderfamilie Elapinae.

## Naam en indeling
De wetenschappelijke naam van de groep werd voor het eerst voorgesteld door Leopold Fitzinger in 1861. Er zijn twee soorten, de slangen werden eerder aan andere geslachten toegekend, zoals Alecto, Hoplocephalus, Denisonia en Drepanodontis.

## Uiterlijke kenmerken
De slangen bereiken een lichaamslengte van ongeveer 60 tot 70 centimeter. De kop is duidelijk te onderscheiden van het lichaam door de aanwezigheid van een insnoering. Hemiaspis damelii heeft daarnaast een donkere dwarsband achter de kop en Hemiaspis signata heeft lichte strepen langs de kaken. De ogen zijn relatief groot en hebben een donkere iris en een ronde pupil. De slangen hebben 17 rijen vrij gladde schubben in de lengte op het midden van het lichaam. De anaalschub is gepaard, de caudale schubben niet. De lichaamskleur is bruin tot donkerbruin zonder een duidelijke tekening.

## Levenswijze
De slangen jagen op kleine gewervelden, vooral kikkers maar ook wel hagedissen zoals skinken. De vrouwtjes zetten eieren af. De slangen zijn giftig maar worden niet beschouwd als gevaarlijk, alleen grotere exemplaren kunnen bijten als ze worden bedreigd.

## Verspreiding en habitat
De soorten komen endemisch voorkomen in delen van Australië, ze komen alleen voor in de staten New South Wales en Queensland. De habitat bestaat uit verschillende typen draslanden en bossen.

## Beschermingsstatus
Door de internationale natuurbeschermingsorganisatie IUCN is aan beide soorten een beschermingsstatus toegewezen. Een soort wordt beschouwd als 'veilig' (Least Concern of LC) en een soort als 'bedreigd' (Endangered of EN).

## Soorten
Het geslacht omvat de volgende soorten, met de auteur en het verspreidingsgebied.
| Naam              | Auteur        | Verspreidingsgebied                     | Beschermingsstatus |
| ----------------- | ------------- | --------------------------------------- | ------------------ |
| Hemiaspis damelii | Günther, 1876 | Australië (New South Wales, Queensland) |                    |
| Hemiaspis signata | Jan, 1859     | Australië (New South Wales, Queensland) |                    |